# Henri Grégoire
Henri Grégoire (4. december 1750—28. maj 1831) var en fransk biskop og politiker. 
Grégoire var søn af en fattig bonde i Vého ved Lunéville; sin første uddannelse fik han hos jesuitterne, hvis afgjorte fjende han senere blev. Han blev vikar og senere præst i Embermesnil i Lothringen, ikke langt fra sin fødeby. Som præst søgte han at hæve sin menighed både moralsk og religiøst, og han oplyste den både på det åndelige og det økonomiske område. Alle fortrykte havde hans dybeste medfølelse, og 1788 begyndte han at kæmpe for jødernes borgerrettigheder (Essai sur la régénération civile, morale et politique des juifs 1789). Præsteskabet i Nancy valgkreds sendte ham som medlem til rigsstænderne, og fra 1789 er Grégoires navn knyttet til den franske revolutions historie. Han ville kristne revolutionen. Grégoire fik største delen af det lavere præsteskab til at slutte sig til 3. stand. Natten til 4. august talte han mod prælaternes og adelens privilegier, og medens man diskuterede erklæringen om menneskerettighederne, foreslog han at gøre en tilføjelse om menneskepligterne. Uden at være fuldt tilfreds med præsteskabets borgerlige konstitution var han den første til at aflægge ed på den (2. januar 1791) i håb om derved at forsone revolutionen med kirken, patriotismen med religionen, men han trådte uforfærdet op mod forfølgelsen af de ikke-edfæstede præster. Efter den nye konstitution valgte to departement, Sarthe og Loir-et-Cher, Grégoire til biskop; han foretrak det sidste med det gamle bispesæde Blois. Til trods for sine mange politiske hverv varetog han sit bispeembede med en dygtighed og iver, som var hans kristelige personlighed værdig. 18. januar 1791 blev Grégoire Nationalforsamlingens præsident. Som medlem af Nationalkonventet arbejdede han for afskaffelsen af kongedømmet med følgende motivering: Kongerne er i den moralske verden, hvad uhyrerne er i den fysiske, hofferne er forbrydelsernes værksteder og fordærvelsens arne — kongernes historie er folkenes lidelseshistorie. Han stemte for, at Ludvig XVI skulle straffes, men ikke med døden, fordi han overhovedet var imod dødsstraf. Da bispen i Paris, Gobel, og flere andre præster 7. november 1793 i Konventet nedlagde deres embede og forkyndte fornuftens sejr, vilde man tvinge Grégoire til det samme, men han nægtede det i frihedens navn og bekendte frimodig sin kristentro. Fra nu af mødte han altid i Konventet i sin blå bispedragt, og 1795 fik han kultusfrihed bragt til sejr. Han fik negerslaveriet ophævet og søgte samtidig at få negrene kristnede, han sørgede for skolevæsenets opkomst, lod oprette biblioteker rundt i landet, fik oprettet det franske institut og arbejdede for en international sammenslutning af alle videnskabsmænd og forfattere. Mange kunstværker reddede han fra revolutionens rasen, han opfandt navnet vandalisme (Rapports sur les destructions opérées par le vandalisme 1794). For at genoplive den gamle gallikanske kirke fik han sammenkaldt nationalkonciler 1797 og 1801, men dette arbejde blev forstyrret ved konkordatet af 1801 mellem Bonaparte og pave Pius VII. Følgen af nævnte konkordat var, at Grégoire måtte nedlægge sit bispeembede, men han blev ved at betragte sig som retmæssig biskop. Under direktoriet var Grégoire medlem af de 500's råd, under konsulatet var han præsident for den lovgivende forsamling, som tre gange måtte præsentere ham som medlem af senatet, før Bonaparte ville udnævne ham til senator (1801). Under kejserdømmet blev Grégoire sine gamle idealer tro; han ækledes ved at se Konventets værste skrålhalse i støvet for kejseren, og han ville ikke bære den grevetitel, som Napoleon skænkede ham. Under Bourbonerne var han lige så standhaftig; 1819 blev han valgt til medlem af kamret, men royalisterne fik nægtet ham adgang og udslettet som medlem af det franske institut. Til sin død holdt han fast ved den katolske kirkes tro, men han ville ikke give køb over for ultramontanismen. Grégoire døde efter at have modtaget den sidste olie til trods for ærkebiskoppens forbud, og der var tre præster, som havde mod til at assistere ved begravelsen. Over 20 000 mennesker fulgte hans båre til kirkegården Montparnasse.